# 逾越节薄饼

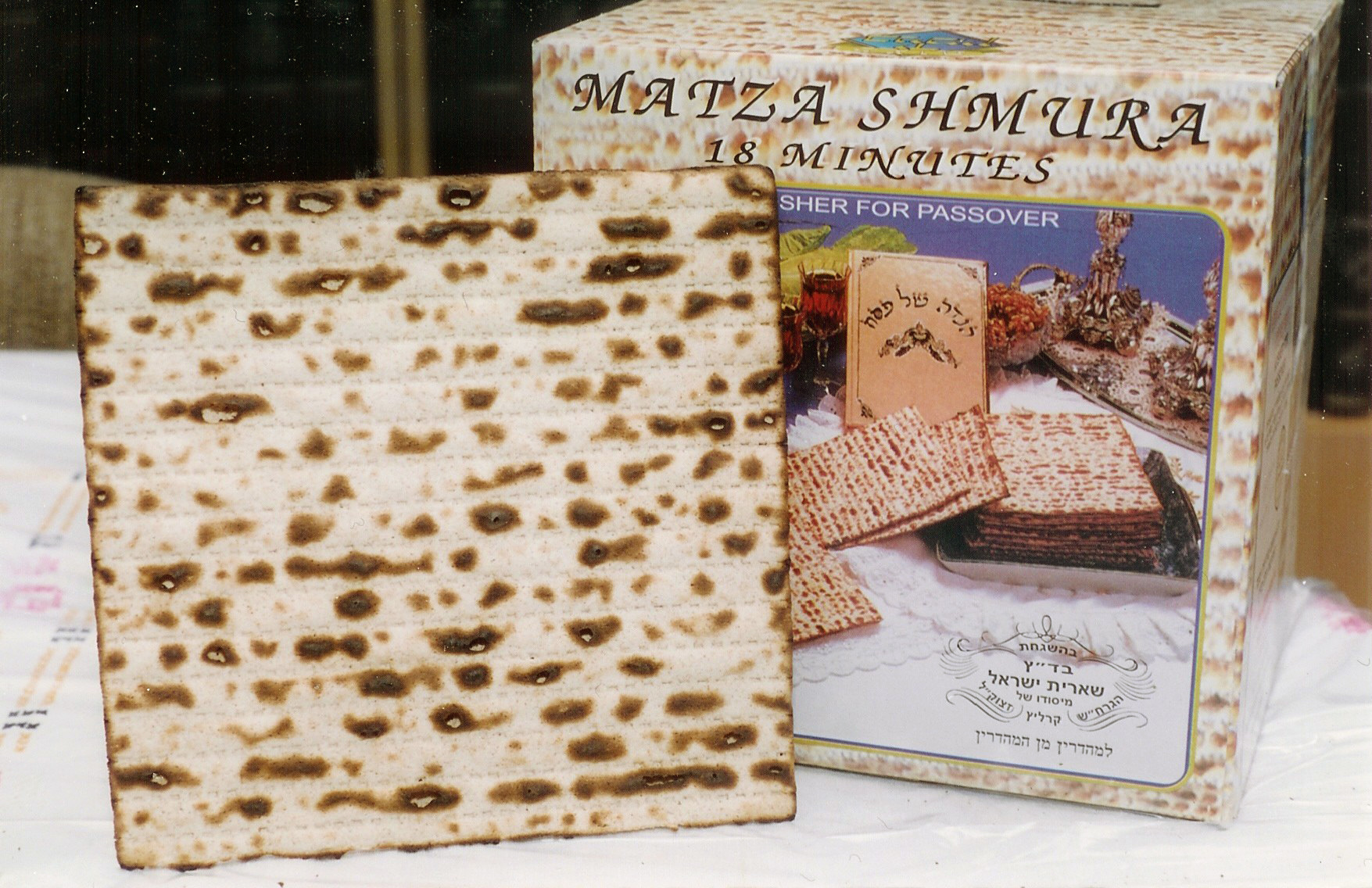
逾越节薄饼

逾越节薄饼（希伯來語：‎ ）是一种無酵餅，也是猶太人飲食的一部分，逾越節期間猶太人會食用逾越节薄饼。
根據《妥拉》的記載，上帝命令以色列人（犹太人和撒馬利亞人）在为期7天的逾越节期间只能吃無酵餅。 